# Науруанці

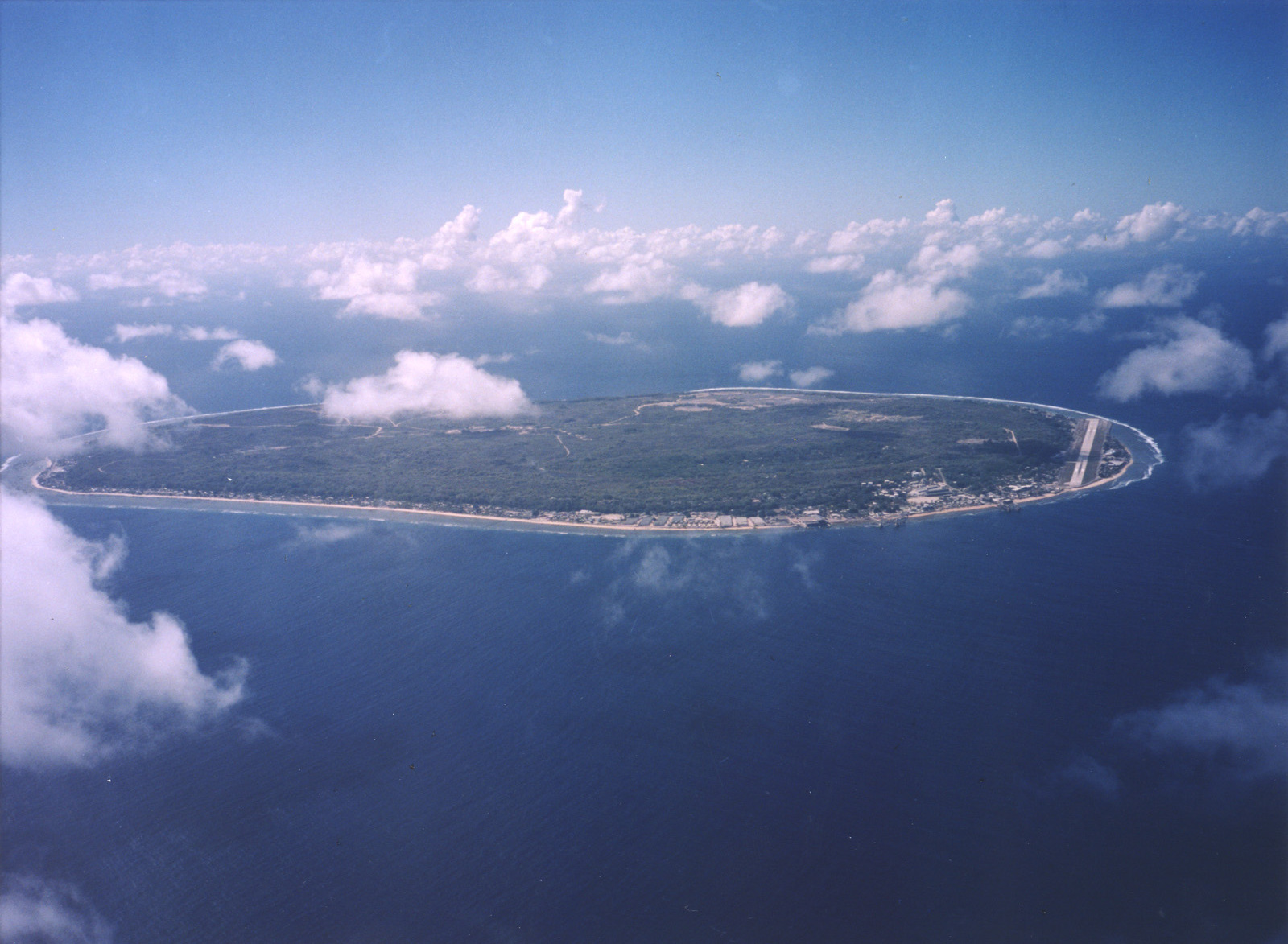
Острів мешканців народу Науру

Наро́д нау́ру або нау́руанці — корінне населення острова Науру в південно-західній частині Тихого океану. Чисельність - близько 7000 чоловік, головним чином на Науру. За лінгвістичного і географічним критерієм відносяться до мікронезійців.

## Походження
Науруанці характеризуються поєднанням меланезійських, мікронезійських та полінезійських рис, як в зовнішньому вигляді, так і в культурі .
Ця обставина, а також убогість археологічних знахідок  та відсутність письмових свідчень про історію, як Науру, так і Мікронезії в цілому до приходу європейців, визначають складність проблеми походження цього народу і різноманітність спроб його пояснення.
Так висловлювалися припущення, що науруанці можуть бути нащадками полінезійських колоністів, навмисно висадилися або потерпілих крах в околицях острова Науру . З одного боку дослідження показують високу ймовірність виживання в умовах Полінезії групи близько 50 чоловік , з іншого боку прямими нащадками полінезійців науруанці бути не можуть в силу названих вище ознак. Молекулярно-генетичні дослідження також показують, що науруанці за генетичними маркерами чітко відокремлюються від полінезійців .
Ще в 1920-ті роки висувалися гіпотези, що першопоселенцями на Науру могли бути меланезійці, які змішалися з прибулими пізніше полінезійцями .
Крім того, нерідко науруанці розглядаються як народ, що виник в результаті змішування меланезійців, мікронезійців та полінезійців .
В наш час для вирішення проблеми заселення островів Океанії використовуються, переважно, дані порівняльної лінгвістики. Однак, якщо шляхи заселення Мікронезії в загальних рисах ясні, місце Науру серед них як і раніше є темою дискусій.

## Традиційний спосіб життя

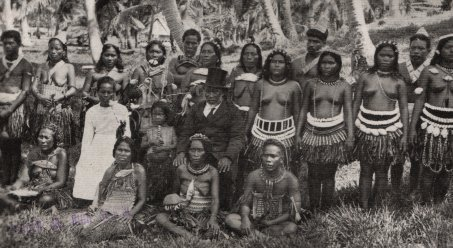
Науруанці наприкінці XIX століття

У ранній період історії Науру населення було представлено 12 племенами: деїбое (наур. Deiboe), еамвідаміт (наур. Eamwidamit), еамвідара (наур. Eamwidara), еамвіт (наур. Eamwit), еамгум (наур. Eamgum), еано (наур. Eano), емео (наур. Emeo ), еорару (наур. Eoraru), іруці (наур. Irutsi), ірува (наур. Iruwa), іві (наур. Iwi) та ранібок (наур. Ranibok) .
До появи на острові європейців населення Науру перебувало на стадії розкладання первісно-общинного ладу і складалося з трьох класів:
- Темонібе (наур. temonibe) — старші члени роду, вважалися володарями могутньої магії
- Амененгаме (наур. amenangame) — молодші члени роду, що складали основну частину племені.
- Ітсіо (наур. itsio) — раби

Належність людини до певного класу залежала від класу матері. Дочки, що народилися до народження сина, і син приписувалися до класу матері. Діти, що народилися після першого сина, належали до наступного за наростанням класу .
Тубільці жили у дворах, що складалися з 2-3 будинків. Кілька дворів становили село. Кілька сіл становили гау (округ). На Науру існувало 168 сіл .
Основним заняттям стародавніх науруанців було сільське господарство (вирощування кокосових пальм, бананів, панданусів), а також рибальство  (в тому числі, штучне розведення риби ханос в лагунах Буада і Анабар) .
Характерна риса науруанських міфів - відсутність уявлень про міграцію предків на острів з інших земель (на відміну від інших народів Океанії). Науруанці вважали, що походять від двох каменів-прабатьків .

## Сучасний стан
Майже всі науруанці володіють англійською і науруанською мовами, але молоде покоління вважає за краще використовувати англійську. Понад 70 % науруанців - послідовники науруанської протестантської церкви, більшість інших - католики.